# Dasavara, Channapatna
Dasavara là một làng thuộc tehsil Channapatna, huyện Ramanagara, bang Karnataka, Ấn Độ.